# SN 1977G
SN 1977G – niepotwierdzona supernowa odkryta w sierpniu 1977 roku w galaktyce NGC 7704. W momencie odkrycia miała maksymalną jasność 15,50m.